# Gynoplistia (Gynoplistia) spinigera
Gynoplistia (Gynoplistia) spinigera is een tweevleugelige uit de familie steltmuggen (Limoniidae). De soort komt voor in het Australaziatisch gebied.